# مقبرة 320 بطيبة

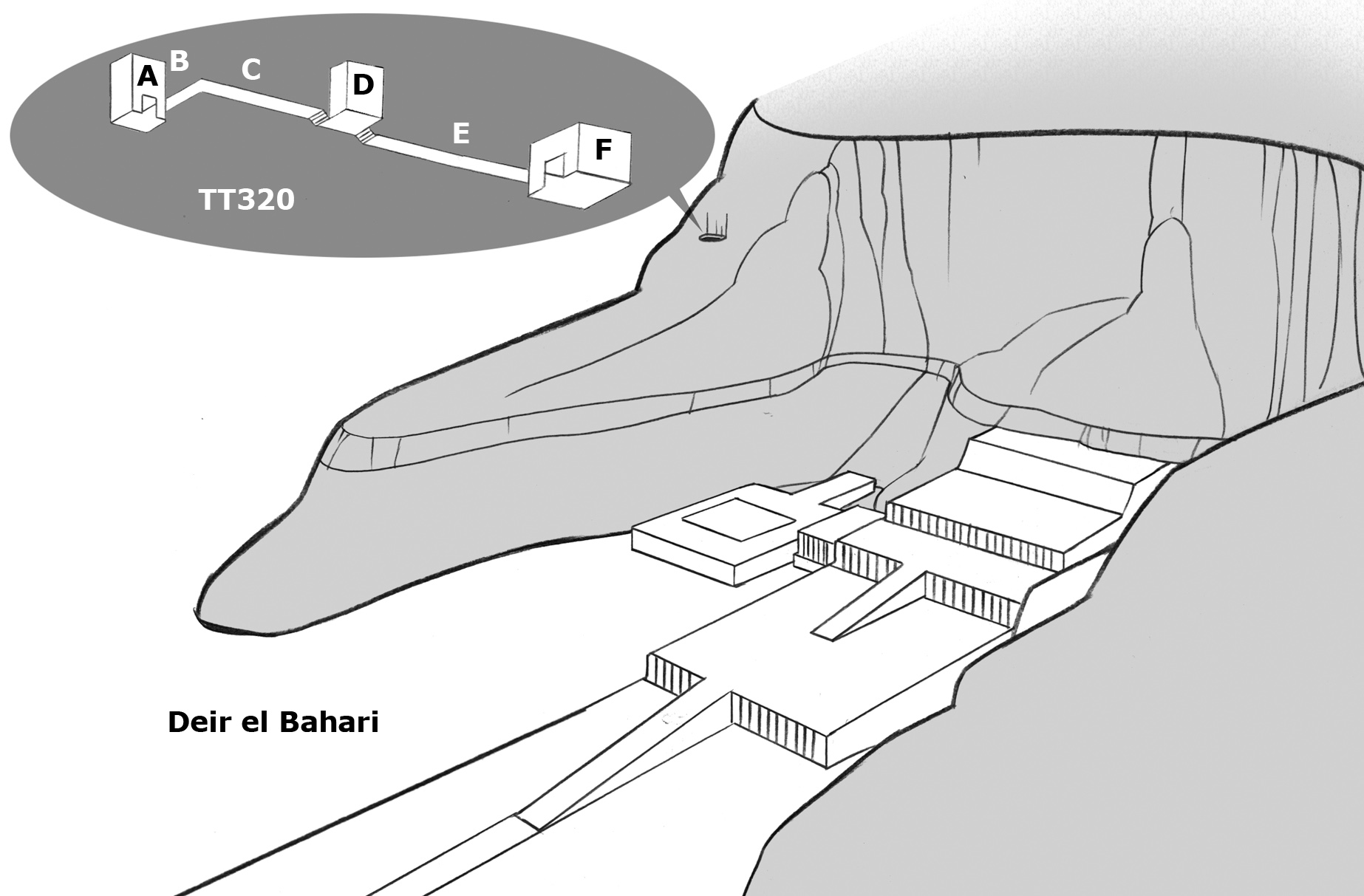
موقع المقبرة 320 في الدير البحري

مقبرة 320 بطيبة المعروفة بين علماء الآثار المصريين باسم خبيئة الدير البحري وخبيئة الأقصر وعرفت عالميا باسم DB320 وأخيرا TT320، وهي جبانة ملكية تقع على البر الغربي لنهر النيل في مواجهة مدينة الأقصر الحالية وضمت المومياوات والتجهيزات الجنائزية لأكثر من خمسين شخصية فرعونية عالية المقام ما بين ملوك وملكات وأمراء ونبلاء من أسرات مختلفة تناوبت على حكم مصر.

## استخدامات المقبرة
من الأرجح أن المقبرة شيدت في الأساس من أجل بينوزم الثاني كبير كهنة آمون بطيبة وزوجته نسخنسو وبعض من أفراد العائلة المقربين. توفي بينوزم الثاني عام 969 ق.م. أيام تداعي الإمبراطورية المصرية في شتى جوانب الحياة، مما جعل المقابر الملكية مطمعا للصوص والباحثين عن الثراء السريع أو حتى لمن يبحثون عن قوت يومهم. الأمر الذي دفع الكهنة إلى نقل المومياوات الملكية إلى هذه المقبرة للحفاظ عليها بعد أن سلبها نابشو القبور وأخذوا كل ما كان يزينها من مجوهرات وحلي.

## اكتشاف المقبرة واستخراج محتوياتها

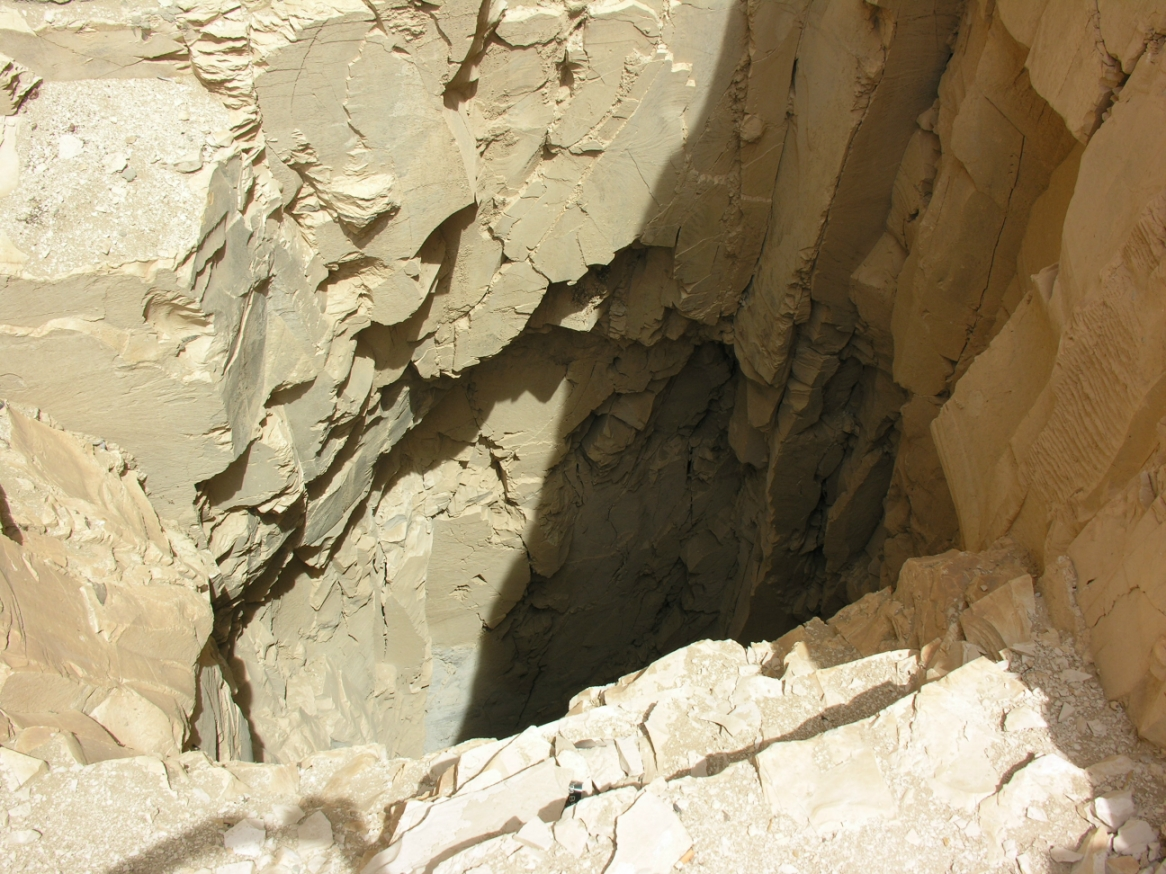
فتحة هوة مدخل المقبرة 320

خلال صيف عام 1871 اكتشف أحد أفراد قرية شيخ عبد القرنة من أفراد عائلة عبد الرسول الذين كانوا قد احترفوا بيع الآثار مقبرة مفعمة بالتوابيت الخشبية المكدسة بعضها فوق بعض، وكانت معظم هذه التوابيت مغطاة بالطغراءات الملكية ورسم على كل منها الصل الملكي على الجبهة وقد كان معلوما لدى اللصوص أن الطغراءات والأصلال على الجباه هي المميزات الخاصة لتوابيت الملوك دون سواها وذلك لسابق خبرتهم في اكتشاف الآثار، ومن ثم تكتموا على الأمر وبدأوا في بيع ما تمكنوا من انتشاله من أثاث المقبرة ومتعلقات الملوك المدفونين هناك ولفائف البردي وبعض التماثيل الصغيرة لهواة جمع الآثار سواء من المصريين أو الأجانب، الأمر الذي جذب انتباه السلطات المحلية خاصة بعد ظهور العديد من القطع الآثرية التي لم تكن مسجلة بالمتاحف المصرية في أسواق الآثار والأنتيكات بأوروبا وخاصة باريس مما دفعهم لمداهمة بيت عائلة عبد الرسول والعثور على ما قاموا باستخراجه من المقبرة، بعدما اختلف أفراد الأسرة فيما بينهم وأقدم أكبر الأخوة في العائلة ويدعى محمد أحمد عبد الرسول إلى إفشاء السر وإبلاغ السلطات في قنا التي باشرت التحقيقات لعدة سنوات دون تحقيق أي تقدم سواء بمعرفة مكان المقبرة أو المسئولين عن تسريب هذه الآثار للخارج.
بعد ذلك بدأ خيال العامة يتحدثون عن صناديق خشبية مليئة بالقطع الذهبية والحلي والتعاويذ النفيسة. وخوفا على ما بقي في المقبرة من أن تصله يد لصوص آخرين قامت الشرطة ومصلحة الآثار المصرية (المجلس الأعلى للآثار في ذلك الوقت) باستخراج ما تبقى في المقبرة على عجالة. وخلال 48 ساعة فقط تحت إشراف عالم المصريات الألماني إميل بروجش (والمعروف باسم بركش باشا، الأمين المساعد بمصلحة الآثار المصرية) عام 1881. وعلى الرغم من الترتيبات الأمنية التي تم إعدادها إلا أن هذا لم يمنع اختفاء سلة بداخلها خمسون تمثالا  مجيبا من الخزف المطلي بالأزرق.
والمقبرة عبارة عن هوة متصلة بفتحة بئر رأسية تنتهي بحجرتين يربطهما ممر دهليز طوله نحو40 متر، طول المقبرة الكلي يصل إلى نحو 70 متر العشرة متر الأولى منها تشكل مع الدهليز الرئيسي شكل حرف L، وقد تم تغطية هذه الهوة بعض الشئ عام 1881، ثم فتحت مرة أخرى عام 1882 ونزل إليها كل من ماسبيرو وبروجش لدراستها نهائيا، حيث قام ماسبيرو بنقل النقوش الموجودة على الجدران وترجمتها، وأعيد دراستها مرة أخرى عام 1938، ومنذ عام 1998 يقبع طاقم روسي-ألماني مشترك بقيادة إرهارف جرايفي على دراسة وترميم المقبرة.

## المومياوات المستخرجة من المقبرة
استخرجت السلطات أكثر من خمسين مومياء ملكية وغير ملكية من داخل المقبرة، بعضها تم تحديد هوية أصحابها في حين لا يزال الغموض يعلو هوية أصحاب المومياوات الأخرى؛ والمومياوات
المستخرجة هي:
| الأسرة                  | الاسم                                     | اللقب                         | ملاحظات                                                                 |
| ----------------------- | ----------------------------------------- | ----------------------------- | ----------------------------------------------------------------------- |
| الأسرة السابعة عشر      | تتي شري                                   | زوجة ملكية عظيمة              |                                                                         |
| الأسرة السابعة عشر      | سقنن رع تاعا الثاني                       | فرعون                         |                                                                         |
| الأسرة السابعة عشر      | أحمس إنحابي                               | ملكة                          |                                                                         |
| الأسرة السابعة عشر      | أحمس حنوت إم إبت                          | أميرة                         |                                                                         |
| الأسرة السابعة عشر      | أحمس حنوت تمحو                            | أميرة                         |                                                                         |
| الأسرة السابعة عشر      | أحمس مريت آمون                            | أميرة                         |                                                                         |
| الأسرة السابعة عشر      | أحمس سا بائيري                            | أمير                          |                                                                         |
| الأسرة السابعة عشر      | أحمس سات كاموس                            | أميرة                         |                                                                         |
| الأسرة الثامنة عشر      | أحمس الأول                                | فرعون                         |                                                                         |
| الأسرة الثامنة عشر      | أحمس نفرتاري                              | زوجة ملكية عظيمة              |                                                                         |
| الأسرة الثامنة عشر      | السيدة رعي                                | مرضعة ومربية ملكية            |                                                                         |
| الأسرة الثامنة عشر      | ساأمون                                    | أمير                          | ابن أحمس الأول                                                          |
| الأسرة الثامنة عشر      | أحمس سات أمون                             | أميرة                         |                                                                         |
| الأسرة الثامنة عشر      | أمنحتب الأول                              | فرعون                         |                                                                         |
| الأسرة الثامنة عشر      | تحوتمس الأول                              | فرعون                         |                                                                         |
| الأسرة الثامنة عشر      | باكت (؟)                                  | أميرة                         | يعتقد أنها باكت أمون                                                    |
| الأسرة الثامنة عشر      | تحوتمس الثاني                             | فرعون                         |                                                                         |
| الأسرة الثامنة عشر      | تحوتمس الثالث                             | فرعون                         |                                                                         |
| الأسرة الثامنة عشر      | رجل غير معروف C                           |                               | يعتقد أنه سنموت                                                         |
| الأسرة التاسعة عشر      | رمسيس الأول                               | فرعون                         |                                                                         |
| الأسرة التاسعة عشر      | سيتي الأول                                | فرعون                         |                                                                         |
| الأسرة التاسعة عشر      | رمسيس الثاني                              | فرعون                         |                                                                         |
| الأسرة العشرون          | رمسيس الثالث                              | فرعون                         |                                                                         |
| الأسرة العشرون          | رمسيس التاسع                              | فرعون                         |                                                                         |
| الأسرة الحادية والعشرون | نجمت                                      | زوجة ملكية عظيمة              | زوجة حريحور                                                             |
| الأسرة الحادية والعشرون | بينوزم الأول                              | كبير كهنة آمون بطيبة          |                                                                         |
| الأسرة الحادية والعشرون | دوات حتحور حنوت تاوي                      |                               | زوجة بينوزم الأول                                                       |
| الأسرة الحادية والعشرون | ماعت كارع                                 | الزوجة الآلهية لآمون          | ابنة بينوزم الأول                                                       |
| الأسرة الحادية والعشرون | ماساهرتا                                  | كبير كهنة آمون بطيبة          | ابن بينوزم الأول                                                        |
| الأسرة الحادية والعشرون | تايو حرت                                  | ربة البيت ومغنية آمون رع      | يعتقد أنها زوجة ماساهرتا                                                |
| الأسرة الحادية والعشرون | بينوزم الثاني                             | كبير كهنة آمون بطيبة          |                                                                         |
| الأسرة الحادية والعشرون | استمخب الرابعة                            | رئيسة الحريم الجنوبي لآمون رع | زوجة بينوزم الثاني                                                      |
| الأسرة الحادية والعشرون | نسخنسو                                    | رئيسة الحريم الجنوبي لآمون رع | زوجة بينوزم الثاني                                                      |
| الأسرة الحادية والعشرون | زد بتاح إيوف عنخ                          | الكاهن الرابع لآمون           |                                                                         |
| الأسرة الحادية والعشرون | نسيتانبت آشرو                             |                               | زوجة زد بتاح إيوف عنخ                                                   |
| ؟                       | رجل غير معروف E                           |                               | قام بوب براير بدراسة المومياء ويرجح أنها لبنتاور أحد أبناء رمسيس الثالث |
| ؟                       | ثمانية مومياوات أخرى لم تحدد هوية أصحابهم |                               |                                                                         |

## وصلات خارجية
- جبانة المومياوات الملكية - TT320
- خريطة حديثة للمقبرة
- مشروع مومياوات طيبة الملكية